# Ocinebrina aciculata
Ocinebrina aciculata là một loài ốc biển, là động vật thân mềm chân bụng sống ở biển thuộc họ Muricidae, họ ốc gai.

## Phân loài[3]
- Ocinebrina aciculata aciculata (Lamarck, 1822)
- Ocinebrina aciculata corallinoides Pallary, 1912

## Hình ảnh

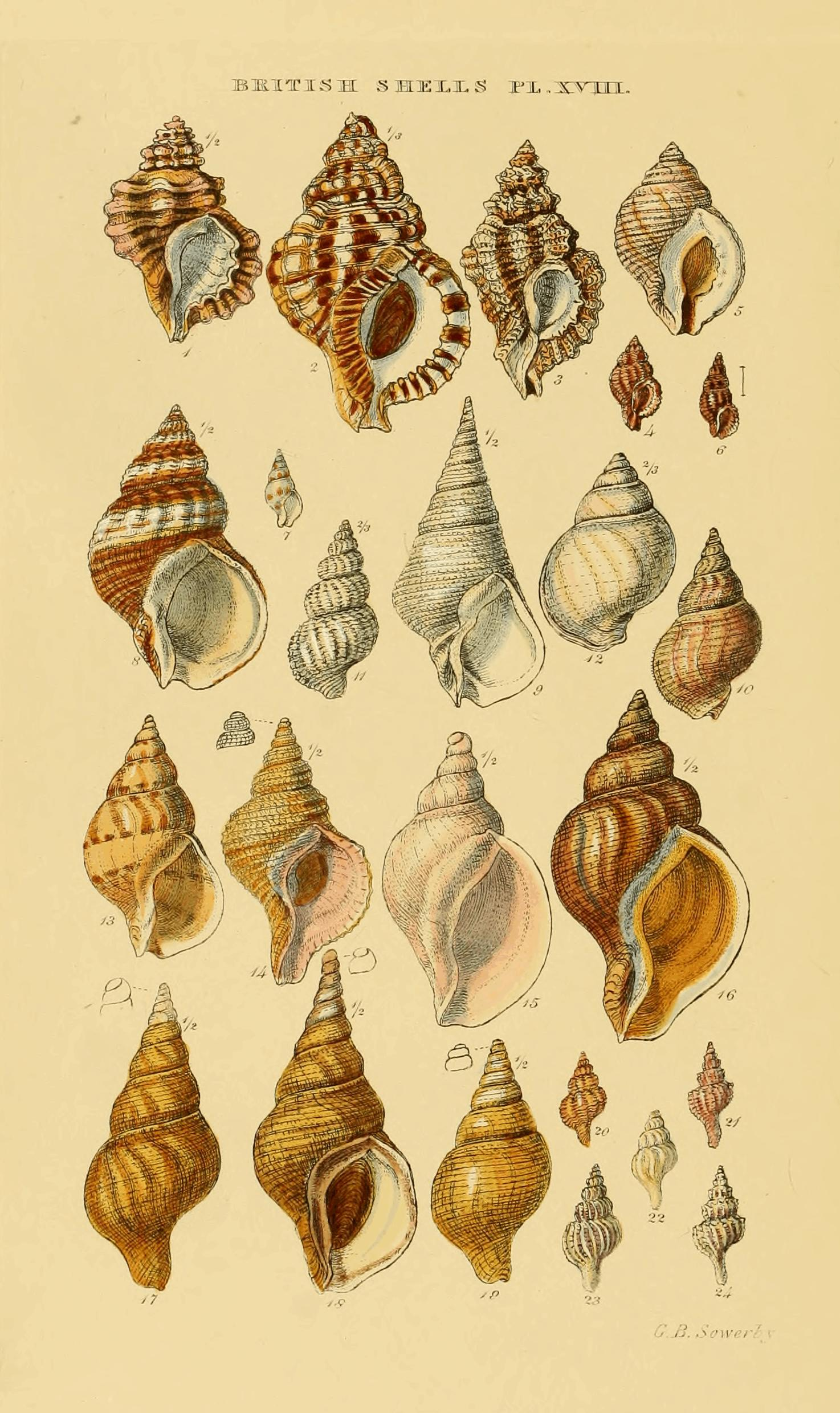